# Mark Shield
Mark Shield (ur. 2 września 1973 w Fortitude Valley, Queensland) – australijski sędzia międzynarodowy.
Był jedynym sędzią na Mistrzostwach Świata w Niemczech z Oceanii. Sędziował również na MŚ w Korei i 
Japonii w 2002 roku. W 2008 przeszedł na emeryturę. 